# Video de familia
Video de familia es una película cubana independiente realizada en 2001 y dirigida por Humberto Padrón. El mediometraje está compuesta por 5 planos de 10 minutos cada uno, en forma de videocartas. La película ha ganado varios premios en Cuba.

## Sinopsis
Una familia cubana se reúne para grabar una videocarta por su cumpleaños a Raúl, uno de sus hijos que ha migrado a Estados Unidos. Durante la actividad, se descubrirá un secreto que pondrá en riesgo el equilibrio de las relaciones familiares.

## Reparto
El reparto está compuesto por:
- Enrique Molina
- Verónica Lynn
- Elsa Camp
- Herón Vega
- Yipsia Torres
- Ever Álvarez

## Producción
El medio metraje, de 48 minutos de duración, fue filmado con una videocámara VHS en 5 tomas largas e ininterrumpidas, la película consta de varias cartas en vídeo que la familia cubana graba para su hijo exiliado.
La película fue el resultado de una tesis de grado de la Facultad de las Artes de los Medios de Comunicación Audiovisual (FAMCA) del Instituto Superior de Arte de La Habana.

## Premios
Entre los premios que ha obtenido se encuentran:
- Gran Premio obra de ficción, 14° Encuentro Nacional de Video, La Habana, Cuba.
- Premio FIPRESCI, Festival Cineplaza 2001, La Habana, Cuba.
- Mejor Guion Festival Cineplaza 2001, La Habana, Cuba.
- Mejor Director, Festival Cineplaza 2001, La Habana, Cuba.
- Mejor Película, Festival Cineplaza 2001, La Habana, Cuba.
- Mejor Actor, Festival Cineplaza 2001, La Habana, Cuba.
- Mejor Actriz, Festival Cineplaza 2001, La Habana, Cuba.
- Mejor Director, Festival Caracol de la UNEAC. La Habana, Cuba
- Gran Premio, Festival IMAGO, La Habana, Cuba
- Coral al Mejor Cortometraje de ficción, 23° Festival Internacional del Nuevo Cine Latinoamericano.
- Premio Mégano de la Federación Nacional de Cineclubs en el 23 Festival Internacional del Nuevo Cine Latinoamericano.
- Premios Especiales de la OCIC en el 23° Festival Internacional del Nuevo Cine Latinoamericano.